# Beerse
Beerse este o comună din regiunea Flandra din Belgia. Comuna este formată din localitățile Beerse și Vlimmeren. Suprafața totală a comunei este de 37,48 km². La 1 ianuarie 2008 comuna avea 16.756  locuitori.
Beerse se învecinează cu comunele Malle, Rijkevorsel, Turnhout, Vosselaar, Lille și Merksplas.
1. ↑  Totale oppervlakte volgens het Kadasterregister, België, gewesten en provincies (în neerlandeză), Algemene Directie Statistiek[*]